# Patrick Winczewski
Patrick Winczewski (* 27. September 1960 in West-Berlin) ist ein deutscher Filmschauspieler, Synchronsprecher, Hörspielsprecher und Filmregisseur.

## Leben
Winczewski wurde 1999 von Regisseur Stanley Kubrick für seinen Film Eyes Wide Shut als deutsche Synchronstimme von Tom Cruise ausgewählt, den er seitdem regelmäßig synchronisiert. Weitere Schauspieler, denen Winczewski seine Stimme leiht, sind Hugh Grant, Tim Roth und Eric Thal.
Winczewski trat in Fernsehserien wie Der Alte, SOKO Leipzig, Hotel Paradies, Elbflorenz, Zwischen Tag und Nacht oder Der Landarzt auch als Schauspieler in Erscheinung. Seinen jüngsten Auftritt hatte er in der Soap Rote Rosen als verbrecherischer Simon Down (2011).
Außerdem führte er u. a. bei diversen Episoden der Serien Lindenstraße, Ein Fall für Nadja, SOKO Leipzig, SOKO 5113, Rentnercops sowie Tatort Regie.
Winczewski ist Mitglied im Bundesverband Regie (BVR). Er ist mit der Schauspielerin Kristin Meyer verheiratet.

## Filmografie (Auswahl)

### Als Schauspieler
- 1985: Tatort: Ordnung ist das halbe Sterben
- 1989: Tatort: Keine Tricks, Herr Bülow
- 1990: Hotel Paradies (Fernsehserie)
- 1991: Ein Heim für Tiere (Fernsehserie, eine Folge)
- 1992: Elbflorenz (Fernsehserie)
- 1992: Diese Drombuschs (Fernsehserie, 3 Folgen)
- 1992–2002: Der Landarzt (Fernsehserie)
- 1995: Zwischen Tag und Nacht (Fernsehserie)
- 1995: Rosamunde Pilcher: Schneesturm im Frühling (Fernsehserie)
- 1996: Praxis Bülowbogen (Fernsehserie, Folge „miese Tricks“)
- 2004: Typisch Mann! (Fernsehserie)
- 2012: Der Kriminalist – Schamlos
- 2024: SOKO Stuttgart: Home Sweet Smart Home

### Als Regisseur
- 2000–2015: SOKO München
- 2005–2006: Axel! will’s wissen
- 2006: SOKO Köln
- 2006–2022: SOKO Leipzig
- 2007: SOKO Rhein-Main
- 2007–2008: Ein Fall für Nadja
- 2008: Tatort: Todesstrafe
- 2009: Tatort: Bluthochzeit
- 2010: Tatort: Tod auf dem Rhein
- 2010–2011: Da kommt Kalle
- 2011: Tatort: Im Netz der Lügen
- 2012: Tatort: Nachtkrapp
- 2014: Tatort: Blackout
- 2014: Tatort: Winternebel
- 2015: Tatort: Die Sonne stirbt wie ein Tier
- 2015: Das Gewinnerlos
- 2016: Keine Ehe ohne Pause
- seit 2016: SOKO Stuttgart
- 2017: WaPo Bodensee
- 2018–2020: Rentnercops (Fernsehserie, 7 Folgen)

### Als Synchronsprecher
Tom Cruise
- 1999: Eyes Wide Shut als Dr. William Harford
- 2000: Magnolia als Frank T.J. Mackey
- 2000: Mission: Impossible II als Ethan Hunt
- 2001: Vanilla Sky als David Aames
- 2002: Minority Report als John Anderton
- 2003: Last Samurai als Nathan Algren
- 2004: Collateral als Vincent
- 2005: Krieg der Welten als Ray Ferrier
- 2006: Mission: Impossible 3 als Ethan Hunt
- 2007: Von Löwen und Lämmern als Senator Jasper Irving
- 2008: Operation Walküre – Das Stauffenberg-Attentat als Claus Graf Schenk von Stauffenberg
- 2010: Knight & Day als Roy Miller / Matthew Knight
- 2012: Jack Reacher als Jack Reacher
- 2012: Rock of Ages als Stacee Jaxx
- 2013: Oblivion als Jack Harper
- 2014: Edge of Tomorrow als Cage
- 2015: Mission: Impossible – Rogue Nation als Ethan Hunt
- 2016: Jack Reacher: Kein Weg zurück als Jack Reacher
- 2017: Barry Seal: Only in America als Barry Seal
- 2018: Mission: Impossible – Fallout als Ethan Hunt
- 2022: Top Gun: Maverick als Capt. Pete „Maverick“ Mitchell
- 2023: Mission: Impossible – Dead Reckoning Teil Eins als Ethan Hunt

Hugh Grant
- 1992: Bitter Moon als Nigel
- 1994: Verführung der Sirenen als Anthony Campion
- 1994: Vier Hochzeiten und ein Todesfall als Charles
- 1996: Extrem … mit allen Mitteln als Guy Luthan
- 1999: Mickey Blue Eyes als Michael Felgate
- 1999: Notting Hill als William Thacker
- 2000: Schmalspurganoven als David
- 2001: Bridget Jones – Schokolade zum Frühstück als Daniel Cleaver
- 2002: About a Boy oder: Der Tag der toten Ente als Will
- 2002: Ein Chef zum Verlieben als George Wade
- 2003: Tatsächlich… Liebe als David, Premierminister
- 2004: Bridget Jones – Am Rande des Wahnsinns als Daniel Cleaver
- 2006: American Dreamz – Alles nur Show als Martin Tweed
- 2007: Mitten ins Herz – Ein Song für dich als Alex
- 2009: Haben Sie das von den Morgans gehört? als Paul Morgan
- 2012: Die Piraten! – Ein Haufen merkwürdiger Typen als Piratenkapitän
- 2016: Florence Foster Jenkins als St. Clair Bayfield
- 2017: Paddington 2 als Phoenix Buchananan
- 2020: The Gentlemen als Fletcher
- 2020: The Undoing als Jonathan Fraser
- 2023: Dungeons & Dragons: Ehre unter Dieben als Forge Fitzwilliam

Timothy Hutton
- 1988: Ein Leben voller Leidenschaft als Donnie
- 1990: Tödliche Fragen als Aloysius „Al“ Francis Reilly
- 1992: Zeit des Schicksals als Jack
- 1996: Beautiful Girls als Willie Conway
- 2002: Land des Sonnenscheins – Sunshine State als Jack Meadows
- 2006: Der gute Hirte als Thomas Wilson
- 2007: Mimzy – Meine Freundin aus der Zukunft als David Wilder
- 2015: Heavens Fall als Samuel Leibowitz
- 2018–2019: How to Get Away with Murder als Emmett Crawford

John Cusack
- 1990: Grifters als Roy Dillon
- 1992: Schatten und Nebel als Student Jack
- 1997: Anastasia als Dimitri (Sprache)

Samuel Le Bihan
- 2001: Pakt der Wölfe als Chevalier Grégoire de Fronsac
- 2002: Wahnsinnig verliebt als Loic
- 2004: The Last Sign als Marc

Jim Caviezel
- 2001: Angel Eyes als Catch Lambert
- 2002: High Crimes – Im Netz der Lügen als Tom Kubik / Sgt. Ron Chapman
- 2004: The Final Cut – Dein Tod ist erst der Anfang als Fletcher

Tim Roth
- 2012: Lie to Me als Dr. Cal Lightman
- 2018–2020: Tin Star als Jim Worth
- 2022: She-Hulk: Die Anwältin als Emil Blonsk / Abomination

Tom Berenger
- 1989: Die Indianer von Cleveland als Jake Taylor
- 1994: Die Indianer von Cleveland II als Jake „Kniescheiben“ Taylor

Woody Harrelson
- 1993: Ein unmoralisches Angebot als David Murphy
- 1996: The Sunchaser als Dr. Michael Reynolds

Gabriel Macht
- 2013–2020: Suits (134 Folgen) als Harvey Specter
- 2020: Pearson (1 Folge) als Harvey Specter

Matthias Schoenaerts
- 2014: Suite française – Melodie der Liebe als Bruno von Falk
- 2015: A Bigger Splash als Paul de Smedt

#### Filme
- 1988: James Wilby in Ein schicksalhafter Sommer als Frank Ashton
- 1989: Don Harvey in Die Verdammten des Krieges als Cpl. Thomas E. Clark
- 1990: Alex Hyde-White in Pretty Woman als David Morse
- 1991: Cary Elwes in Hot Shots! – Die Mutter aller Filme als Lt. Kent Gregory
- 1992: Robert Montgomery in Herz am Scheideweg als Jack Madison
- 1993: Aidan Quinn in Benny & Joon als Benjamin „Benny“ Pearl
- 2003: Vincent Perez in Fanfan der Husar als Fanfan der Husar
- 2012: Walton Goggins in Django Unchained als Billy Crash
- 2016: Ralph Ineson in The Jungle Book als Rama
- 2017: David Beckham in King Arthur: Legend of the Sword als Trigger
- 2017: Samuel West in Die dunkelste Stunde als Sir Anthony Eden
- 2018: Josh Hamilton in Eighth Grade als Mark Day
- 2018: Tom Hollander in Bird Box – Schließe deine Augen als Box
- 2019: Matthew Broderick in Willkommen im Wunder Park als Junes Vater
- 2021: Tony Leung Chiu Wai in Shang-Chi and the Legend of the Ten Rings als Xu Wenwu
- 2021: Logan Marshall-Green in Intrusion als Henry Parsons

#### Serien
- 1991–1992: Richard Grieco in 21 Jump Street – Tatort Klassenzimmer (18 Folgen) als Officer Dennis Booker
- 1993–2000: Roger Daltrey (2 Folgen) in Highlander als Hugh Fitzcairn
- 2011: Roark Critchlow in V – Die Besucher als A.D. Paul Kendrick
- 2017–2018: Antarktika als Robert Right
- 2018–2021: Claudio Castrogiovanni in The Hunter als Antonino „Nino“ Mangano
- 2020–2024: Oded Fehr in Star Trek: Discovery als Admiral Charles Vance
- 2021: Mick Wingert in What If…? als Anthony „Tony“ Stark/Iron Man

## Hörspiele (Auswahl)
- 2002: Dirk Schmidt: Ins Herz der Nacht – Regie: Thomas Leutzbach (Science-Fiction-Kriminalhörspiel – WDR)
- 2022: Balthasar von Weymarn: „Der Thron der Nibelungen“ -- historische Fiktion -- The AOS

## Hörbücher (Auswahl)
- Philip K. Dick: Minority Report, RH Audio, ISBN 978-3-86604-565-1
- Ralf Kimmel: Mord in Conil – Rafa González ermittelt, Books on Demand GmbH Verlag & Audible

## Auszeichnungen und Nominierungen
- 2025: Nominierung Deutscher Schauspielpreis 2025 für den Synchron-Preis Die Stimme[3]